# حوت (اژدر)
حوت یک موشک سطح به دریا و زیرآبی یا اژدر دارای پیشرانه راکتی ِ و با قابلیت فراحفره‌زایی تولید جمهوری اسلامی ایران است که نخستین بار در رزمایش پیامبر اعظم سال ۱۳۸۵ آزمایش شد. سرعت این موشک معادل ۱۰۰ متر بر ثانیه‌است که ۳ تا ۴ برابر بیشتر از سرعت اژدرهای معمولی است. توان رزمی این موشک برابر با موشک وی‌آ-۱۱۱ اشکفال ساخت روسیه است. حوت شباهت قابل توجهی با اژدر وی‌آ-۱۱۱ اشکفال دارد که شوروی از سال ۱۹۷۷ آن را عملیاتی کرده‌است. به همین دلیل بحث‌هایی در مورد احتمال خرید آن از روسیه یا قرقیزستان (جایی که کارخانه تولید این موشک در آن واقع است) مطرح شده‌است. ریچارد فیشر از قول منابع تایوانی نوشته که چین توانایی مهندسی معکوس برخی از انواع وی آ-۱۱۱ را دارد و در نتیجه احتمال دارد منبع تکنولوژیکی حوت از طریق چین فراهم شده باشد.
ادموند پوپ کارشناس اطلاعاتی نیروی دریایی هم مدعی شده که حوت عیناً مشابه اشکفال نیست اما روس‌ها در طراحی آن مشارکت داشته‌اند. وی گفته که در اواخر دهه ۱۹۹۰ از طریق مقامات دولتی روسیه از همکاری آن‌ها در این پروژه مطلع شده‌است. ادموند پوپ که ناخدای بازنشسته نیروی دریایی آمریکاست در سال ۲۰۰۰ به دلیل جاسوسی برای دریافت اطلاعات محرمانه وی‌آ-۱۱۱ اشکفال در روسیه محاکمه و محکوم شده بود.
مقامات ایرانی حوت را سریعترین اژدر دنیا خوانده‌اند و به گفته سردار علی فدوی جانشین فرمانده سپاه پاسداران این موشک می‌تواند به سرعت ۲۲۳ مایل در ساعت برسد.

## مشخصات
این موشک با تولید حباب‌های بخار که از نوک دماغه و پوستهٔ خود خارج می‌کند، لایه‌ای از گاز در اطراف خود شکل می‌دهد و بدین ترتیب خود را از تماس مستقیم با آب و پسای قابل ملاحظه ناشی از آن دور می‌کند.
از چالش‌های فنی توسعهٔ چنین موشکی می‌توان به کاویتاسیون اشاره نمود که لازم است میزان حباب‌های کاویتاسیون برای حفظ و پایدار نگهداشتن لایهٔ گاز اطراف موشک و نیز رسیدن به کمترین پسا کنترل شود. در همین رابطه توجه به تداخل گازهای خروجی از راکت و نیز سطوح کنترل موشک با لایهٔ گاز ایجاد شده در اطراف آن، پیچیدگی‌های این مسئله را روشن‌تر می‌سازد. به ویژه زمان آغاز به کار موتور و شرایط‌گذار (Transision) ناشی از آن از این حیث قابل توجه است.
سیستم هدایت چنین موشکی نیز با چالش‌های خود روبرو است. تغییر محیط سیال اطراف موشک، شکست امواج و نیز سرعت خود موشک از مواردی است که هدایت آن را با مشکلات عدیده‌ای مواجه می‌سازد.
وی‌آ-۱۱۱ اشکفال که شوروی‌ها طراحی آن را از دههٔ ۱۹۶۰ برای مقابله با زیردریایی‌های هسته‌ای آغاز کردند، یک اژدر ۵۳۳ میلی‌متری است و ۲٬۷۰۰ کیلوگرم وزن دارد که ۲۱۰ کیلوگرم آن را کلاهک جنگی آن تشکیل می‌دهد. موتور راکتی این اژدر از سوخت مایع استفاده می‌کند. دو تن از وزن اژدر را مخزن سوخت تشکیل می‌دهد که شامل ۱٬۵۰۰ کیلو هیدروژن پروکسید و ۵۰۰ کیلو نفت سفید است. سرعت این اژدر ۸٫۲ متری هنگام شلیک ۹۳ کیلومتر بر ساعت است که در طول مسیر به بیش از ۳۷۰ کیلومتر می‌رسد. برد عملیاتی مدل‌های جدید اشکفال به ۱۱ تا ۱۵ کیلومتر می‌رسد اما مدل‌های قدیمی فقط تا ۷ کیلومتر برد داشتند.

## درز اطلاعات جدید
در تاریخ ۱ آذر ۱۳۸۸ هجری خورشیدی، جهان نیوز که از پایگاه‌های اطلاع‌رسانی نزدیک به اصولگرایان است، خبر از انتشار اطلاعات محرمانه مربوط به این موشک در رسانه‌های غربی داد. به گفتهٔ این پایگاه اطلاع‌رسانی با اینکه اطلاعات منتشر شده جزء اسرار محرمانه و طبقه‌بندی شده بوده و دسترسی به آن‌ها توسط افراد عادی مقدور نبوده‌است، مشخص نیست که چگونه این اطلاعات سر از وبگاه‌های آمریکایی درآورده‌است. به گفتهٔ این وبگاه «اطلاعات لو رفته شامل تکنولوژی و مشخصات محرمانهٔ این موشک، تصویر و مفاد برخی نامه‌نگاری‌های کشور ایران با کشور طرف قرارداد و متن بعضی دستورهای داخلی و اقدامات انجام شده در مورد چگونگی خریداری موشک حوت است».